# Dubai (яхта)
«Дубай» — суперъяхта, принадлежащая шейху Мохаммеду ибн Рашид аль-Мактуму, правителю эмирата Дубай и премьер-министру Объединённых Арабских Эмиратов. Судно 162 м в длину, является третьей по величине яхтой в мире. Ранее известна под именами «Panhandle» и «Platinum», построена на верфях Blohm + Voss и Lürssen. Она была куплена компанией «Platinum Yachts FZCO» (ОАЭ), и перестроена в плавучем доке Дубая. Частично готовый стальной корпус и надстройки были завершены на Platinum Yachts, который также руководил дизайном интерьера, чтобы соответствовать требованиям нового владельца, завершено внутреннее и наружное оснащение яхты. Lloyds Register сертификации. Есть площадка для вертолётов массой до 9,5 тонн, а также бассейн на палубе. Пассажиры и экипаж размещается на восьми палубах. «Дубай», как правило, пришвартован на искусственном острове «Logo Island» недалеко от летнего дворца Его Королевского Высочества шейха Мухаммеда.

## Галерея

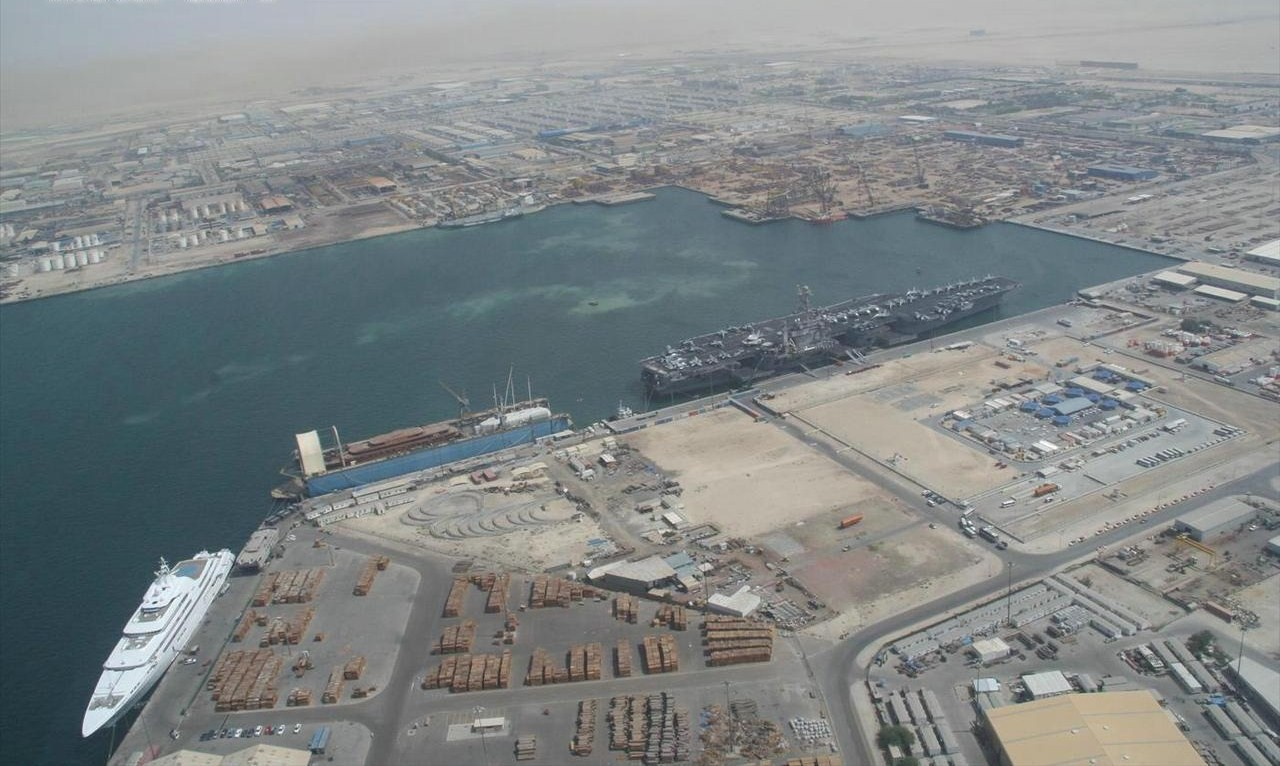
Дубай в Джебель Али. На заднем плане американский авианосец USS John C. Stennis (CVN-74).